# Micobioma
El micobioma, micobiota o microbioma fúngico, es la comunidad de hongos dentro y sobre un organismo. El término micobiota  suele usarse para referirse a un grupo de todos los hongos presentes en una región geográfica particular (por ejemplo, "la micobiota de Irlanda") o tipo de hábitat (por ejemplo, "la micobiota del cacao").
La palabra «micobioma» proviene del griego antiguo μύκης (mukēs), que significa «hongo», con el sufijo «bioma», derivado del griego βίος (bios), que significa «vida». El término fue acuñado por primera vez en el artículo de 2009 de Gillevet et al.
La mayoría de las especies de hongos son descomponedores con la capacidad de degradar polímeros complejos. Los hongos se encuentran comúnmente dentro de las células vegetales en una relación endofítica o como patógenos. La mayoría de las plantas también establecen relaciones mutualistas con hongos que aceleran la absorción de nutrientes entre sus estructuras radiculares. Los filos más comunes presentes en las comunidades fúngicas que conviven con animales y en ambientes acuáticos son Ascomycota y Basidiomycota. Los animales suelen establecer una relación comensal con los hongos, con la ocurrencia ocasional de una interacción patógena.

## Interacciones con otros microrganimos
Los microrganimos fúngicos se encuentran entre una amplia variedad de microrganimos que participan en una relación simbiótica con organismos multicelulares. En los mamíferos, la microbiota intestinal suele estar compuesta por poblaciones muy diversas de microrganimos de muchos reinos, donde las poblaciones fúngicas representan menos del 1 % del bioma intestinal. Debido a la coexistencia de poblaciones fúngicas con otros microrganimos en la mayoría de los casos de asociaciones huésped-simbionte, es importante evaluar las dinámicas comunes que puedan presentarse.
La mayoría de las interacciones entre microrganimos en el intestino son competitivas o cooperativas. Esto también se puede ver con múltiples microrganimos fúngicos al observar las poblaciones a través del tratamiento con antibióticos y antifúngicos. La investigación sobre poblaciones microbianas en modelos animales ha resultado en fluctuaciones notables en las poblaciones de microbios. El tratamiento con antibióticos ha mostrado principalmente aumentos en la presencia de hongos parásitos, lo que sugiere comportamientos competitivos entre microrganimos contra hongos. Además, la aplicación de moléculas antifúngicas ha resultado en colitis en ratones, lo que sugiere que los hongos comensales son responsables de equilibrar las poblaciones bacterianas que están involucradas en la disbiosis. A pesar del conocimiento limitado sobre el micobioma intestinal, esta investigación sugiere que las interacciones entre microrganimos fúngicos y bacterianos en el intestino de los mamíferos son en gran medida competitivas.

### Liquen
Los líquenes son la relación simbiótica entre una amplia gama de hongos y microrganimos fotosintetizadores, ya sean algas clorofíticas o cianobacterias. La simbiosis primaria implica que los hongos obtienen energía de su microbio simbiótico fotosintetizador y, a cambio, proporcionan un andamiaje estructural a partir de las hifas. Estas interacciones se consideran clásicamente mutualistas, pero se ha cuestionado si los hongos también podrían desempeñar una función parasitaria controlada.

## Plantas
Las plantas también tienen relaciones simbióticas mutualistas con las comunidades de hongos que se encuentran en una capa abundante de microrganimos del suelo llamada rizosfera. Los hongos pueden transmitirse verticalmente a las plantas de la progenie u horizontalmente a través de la difusión de hongos en el suelo. Independientemente de la transmisión, los casos más comunes de simbiosis de hongos y plantas ocurren cuando las comunidades de hongos colonizan la estructura de la raíz de la planta. Hay algunos casos de simbiosis que comienzan antes de la madurez, como en la familia Orchidaceae, en la que la simbiosis comienza en la fase de germinación de las semillas. Los hongos micorrízicos arbusculares suministran a la planta nutrientes inorgánicos esenciales (en forma de minerales) para el 80% de las especies de plantas terrestres. A cambio, la planta proporcionará a los hongos carbono asimilado por la planta, que puede metabolizarse fácilmente y usarse para obtener energía.

### Simbiosis evolutiva
La secuenciación de ADN y los registros fósiles han derivado evidencia de que esta relación mutualista entre hongos y plantas es extremadamente antigua. Incluso se sugiere que diferentes subespecies de hongos han jugado papeles importantes en la conformación del sistema inmunológico de las plantas en los primeros momentos evolutivos de las plantas que colonizaron la tierra. Grupos específicos de genes en el genoma de la planta utilizados para codificar propiedades fungicidas como la producción de isoflavonoides en la familia de plantas Fabaceae son tóxicos y se utilizan para regular el crecimiento de la presencia fúngica esperada. En una respuesta coevolutiva, las comunidades de hongos arbusculares se reproducen rápidamente y se seleccionan evolutivamente para el desarrollo de grupos de genes específicos para desintoxicar y metabolizar una amplia variedad de químicos antifúngicos orgánicos. Este intercambio de presiones evolutivas ha proporcionado a una variedad de especies de plantas mejores sistemas inmunológicos, al mismo tiempo que proporciona a las comunidades de hongos mutualistas nuevas fuentes de energía vegetal a nivel genómico.

## Insectos

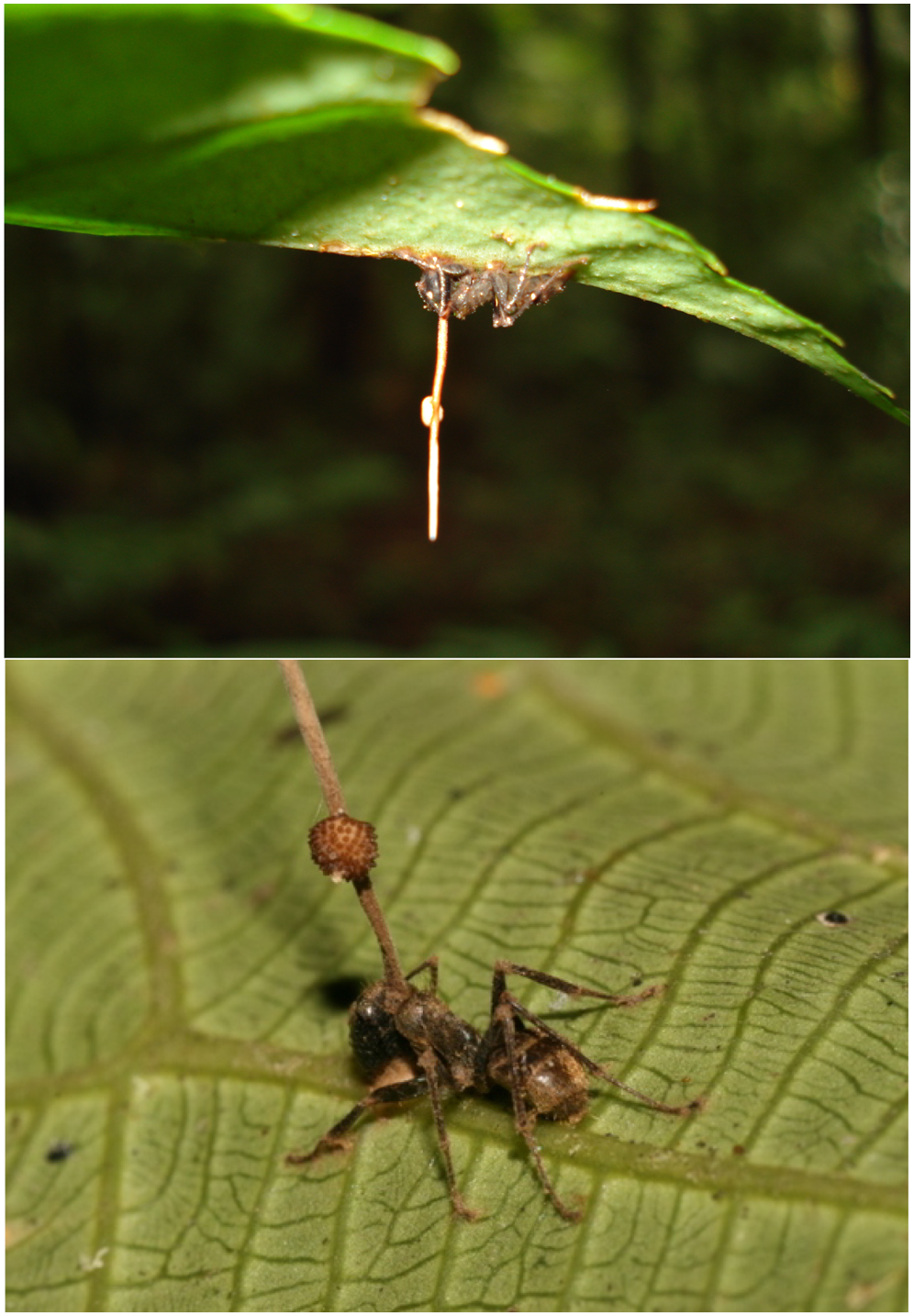
Arriba: Hormiga infectada con el hongo Ophiocordyceps unilateralis adherida al envés de una hoja con el hongo brotando de su cabeza. Abajo: Detalle del Ophiocordyceps unilateralis brotando de la cabeza de la hormiga.

Las interacciones entre hongos e insectos son increíblemente comunes y la mayoría de estas relaciones son comensales o patógenas.

### Comensal
Las relaciones comensales suelen beneficiar al insecto, permitiéndole digerir materiales duros como la madera. Por ejemplo, los intestinos de los escarabajos pasálidos que ingieren madera están poblados de bacterias, levaduras y otros organismos eucariotas que facilitan la digestión y la absorción de nutrientes. Sin la ayuda de las levaduras para descomponer la xilosa de las células vegetales, estos escarabajos no podrían digerir eficazmente este material duro.

### Patógeno
Los hongos patógenos de insectos matan lentamente a sus huéspedes mientras se replican rápidamente dentro del insecto infectado. Generalmente, se adhieren a la superficie externa del insecto como esporas antes de germinar, perforando la cutícula y colonizando la cavidad interna. El insecto generalmente muere y las nuevas esporas se dispersan desde las estructuras reproductivas del cuerpo del insecto.
Un ejemplo destacado de hongo entomopatógeno es el Ophiocordyceps unilateralis, apodado el hongo "hormiga zombi". Este hongo infecta a las hormigas y altera sus patrones naturales de comportamiento, provocando que abandonen su hábitat habitual en los árboles para establecerse en el suelo del bosque, un entorno más propicio para el crecimiento de hongos. Los insectos se adhieren entonces al envés de una hoja hasta que muere. Las esporas del hongo brotan entonces de la cabeza de la hormiga muerta y se dispersan.
Una de las primeras descripciones de hongos patógenos de insectos se publicó en 1835 durante una infestación de Beauveria bassiana en una población de gusanos de seda que perturbó la industria de la seda.

## Humanos
Existe una baja abundancia de hongos asociados con la mayoría de los sitios del cuerpo humano, como el tracto gastrointestinal, donde los hongos típicamente componen solo el 0,001 - 0,1% de la comunidad microbiana. Sin embargo, los hongos componen una fracción significativa del microbioma en algunos lugares, como el canal auditivo.
El micobioma es relevante para la fisiología humana, ya que los hongos pueden ser importantes para mantener la estructura de la comunidad microbiana, la función metabólica y la preparación inmunitaria. El mutualismo entre humanos y hongos aún no se comprende bien, y hay mucho que aprender sobre cómo interactúan los hongos con los componentes no fúngicos del microbioma.
Muchas enfermedades humanas, incluidas la hepatitis, la fibrosis quística, la obesidad y la enfermedad inflamatoria intestinal se han asociado con cambios en el micobioma humano, y se ha propuesto que cualquier colonización fúngica del tracto gastrointestinal es un signo de enfermedad. Además, la detección de micobiomas asociados a tumores puede ser una nueva forma de detección del cáncer; podría usarse en sinergia con otros biomarcadores como los bacteriomas.

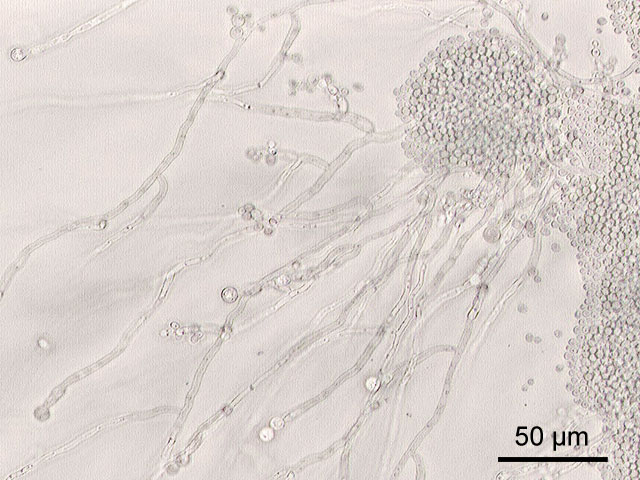
Candida albicans

Las interacciones fúngicas en el huésped humano pueden ser oportunistas, mutualistas, parasitarias, comensales y amensales. Aunque hay una pequeña cantidad de hongos considerados verdaderos patógenos debido a que causan enfermedades en individuos sanos, la mayoría de los hongos se consideran oportunistas y solo afectan a un huésped inmunodeprimido. En estos casos, el daño mediado por patógenos depende del huésped; la enfermedad solo podría ocurrir si el huésped tiene un sistema inmunitario hiperactivo o debilitado. Las relaciones comensales entre el huésped humano y el patógeno son posibles cuando los hongos están presentes en un huésped durante largos períodos de tiempo sin causar enfermedades. Un ejemplo de un hongo que forma una relación comensal en un huésped humano es Cryptococcus. Candida albicans también puede formar una relación comensal de larga duración con su huésped.
Algunos hongos son simbiontes específicos de nicho en el huésped humano. Algunos hongos pueden introducirse en el huésped desde el entorno por contacto cutáneo, vía oral o respiratoria, mientras que otros se adquieren verticalmente a través del nacimiento.
En el tracto gastrointestinal humano se observan alrededor de 50 géneros de hongos. Algunos se adquieren a través de la alimentación del huésped, lo que demuestra que la estabilidad de la población fúngica depende de la dieta y el estado inmunitario del huésped.
Se han observado alrededor de 20 géneros de hongos en el nicho vaginal. La mayoría de los hongos que colonizan la vagina muestran una relación comensalística con el huésped, pero factores como el uso de antibióticos y el embarazo podrían influir en el micobioma vaginal.